# Ier gouvernement provisoire portugais
IIIe République
Junte de Salut national IIe provisoire
Le Ier gouvernement provisoire portugais (en portugais : I Governo Provisório de Portugal) est le gouvernement de la République portugaise entre le 15 mai et le 17 juillet 1974.

## Historique
Dirigé par le nouveau Premier ministre indépendant Adelino da Palma Carlos, il est constitué d'indépendants, du Parti socialiste (PS), du Parti populaire démocratique (PPD), du Parti communiste portugais (PCP) et du Mouvement démocratique portugais (MDP).
Il a été formé environ trois semaines après la révolution des Œillets, qui a entraîné la chute du régime autoritaire de l'État Nouveau, et succède à la Junte de Salut national (JSN), présidée par le général António de Spínola et qui remplissait les fonctions de président de la République, président du Conseil des ministres et gouvernement.
Après le refus du calendrier de transition constitutionnelle proposé par Palma Carlos, qui prévoyait la célébration d'une élection présidentielle en octobre 1974 et des élections constituantes en 1976, ce qui entrait en contradiction avec le programme du Mouvement des Forces armées (MFA), le Premier ministre démissionne. Vasco Gonçalves, militaire de gauche, lui succède et forme le IIe gouvernement provisoire.

## Composition
| Portefeuille                                          | Titulaire | Titulaire                 | Parti |
| ----------------------------------------------------- | --------- | ------------------------- | ----- |
| Premier ministre                                      |           | Adelino da Palma Carlos   | Sans  |
| Ministre sans portefeuille                            |           | Francisco Sá Carneiro     | PPD   |
| Ministre sans portefeuille                            |           | Álvaro Cunhal             | PCP   |
| Ministre sans portefeuille                            |           | Pereira de Moura          | MDP   |
| Ministre de la Défense nationale                      |           | Mário Firmino Miguel      | Sans  |
| Ministre de la Coordination interterritoriale         |           | António de Almeida Santos | PS    |
| Ministre de l'Intérieur                               |           | Joaquim Magalhães Mota    | PPD   |
| Ministre de la Justice                                |           | Francisco Salgado Zenha   | PS    |
| Ministre de la Coordination économique                |           | Vasco Vieira de Almeida   | Sans  |
| Ministre des Affaires étrangères                      |           | Mário Soares              | PS    |
| Ministre de l'Équipement social et de l'Environnement |           | Manuel Rocha              | Sans  |
| Ministre de l'Éducation et de la Culture              |           | Eduardo Silva Correia     | Sans  |
| Ministre du Travail                                   |           | Avelino Pacheco Gonçalves | PCP   |
| Ministre des Affaires sociales                        |           | Mário Murteira            | Sans  |
| Ministre de la Communication sociale                  |           | Raul Rêgo                 | PS    |